# Aldo Rico
Aldo Rico (Buenos Aires, 4 de marzo de 1943) es un militar y político argentino conocido por ser líder de los carapintadas, un grupo de militares que protagonizaron los levantamientos de Semana Santa de 1987en la Escuela de Infantería de Campo de Mayo; y de Monte Caseros de 1988, durante el gobierno constitucional de Raúl Alfonsín.No fue un levantamiento militar contra el gobierno sino una sublevación a los altos mandos del ejercito, un problema interno sin uso de armas de fuego.
Combatiente de la guerra de las Malvinas, en la década del 90 dedicó su vida a la política fundando el MODIN (Movimiento por la Dignidad y la Independencia). Fue diputado nacional entre 1993 y 1997, convencional constituyente en 1994, intendente de San Miguel (provincia de Buenos Aires) entre 1997 y 2003 y ministro de Seguridad de la provincia de Buenos Aires entre 1999 y 2000.

## Biografía
Aldo Rico nació el 4 de marzo de 1944 en Buenos Aires. Su padre era comerciante en Palermo, Buenos Aires.

## Carrera militar
Aldo Rico ingresó al Colegio Militar de la Nación. En 1962 y estando en tercer año recibió la baja por un conflicto con un compañero. Al año siguiente reingresó y repitió el tercer año. En 1964 egresó como subteniente, escolta de la bandera y encargado de Compañía.
En 1968 y con el grado de teniente, Rico realizó el curso de comandos. Luego pasó a desempeñarse como instructor en el Colegio Militar de la Nación.
El primer destino militar de Rico fue Uspallata. Realizó el curso de paracaidismo destacándose; en 1974 estuvo incorporado a la División Aerotransportada del Ejército del Perú. Después revistó en el Regimiento de Infantería 5.
En 1976 el ya capitán Rico ingresó a la Escuela Superior de Guerra; se graduó de oficial de Estado Mayor en 1979.
En 1981 Rico siendo el jefe del curso de comandos hizo cumbre en el cerro Tronador con todos sus alumnos.

### Guerra de las Malvinas
En la ocasión de la guerra de las Malvinas en 1982, Rico tenía el grado de mayor y era el segundo jefe de un regimiento de infantería en movilización para custodiar pasos de la cordillera de los Andes en la provincia de San Juan.
Rico propuso al jefe del Estado Mayor General del Ejército, general de división José Antonio Vaquero, la creación de una compañía de comandos. Vaquero conforme aprobó.
Hay autores que sostienen que Rico propuso a Mohamed Alí Seineldín derrocar al gobernador militar Mario Benjamín Menéndez; y otros que describen una versión opuesta.

## El alzamiento "carapintada"
El teniente coronel Rico lideró una sublevación militar durante la Semana Santa de 1987. Su objetivo fue el fin de los juicios contra militares por hechos y acciones de los años 1970 y 1980; fin de una supuesta campaña de desprestigio contra el Ejército; y despido del jefe del Ejército Héctor Ríos Ereñú y el resto de la cúpula, por considerarlos responsables de la caída del Ejército en Malvinas; incremento del presupuesto de defensa y libertad de los sublevados.
El 16 de enero de 1988 organizó un segundo levantamiento en Monte Caseros (provincia de Corrientes), proclamándolo como la continuación de la Operación Dignidad. Tuvo escaso apoyo entre las unidades del Ejército y se rindió el 18 de enero.

## Carrera política
Se inició en la política formando el partido Movimiento por la Dignidad y la Independencia. Entró como diputado en 1991. Fue convencional constituyente durante la Reforma de la Constitución Argentina de 1994. Al mismo tiempo tenía lugar la reforma de la Constitución provincial de la Provincia de Buenos Aires, en la cual Eduardo Duhalde buscaba agregar la posibilidad de reelección del gobernador. Al igual que Unión Cívica Radical y el Frente Grande el Modin se opuso al PJ, pero cambió de posición y se alió al duhaldismo.[cita requerida]
Durante 1997 se impuso como intendente de San Miguel. En 1999 Carlos Ruckauf lo nombró Ministro de Seguridad bonaerense, pero cuatro meses después fue despedido en medio de un escándalo. Luego de varios intentos por volver a la Intendencia de San Miguel, se enfrentó al escrutinio popular en las internas del peronismo.[cita requerida]
El 1 de diciembre de 2008 se declaró ganador de las internas del peronismo bonaerense representando a ese partido. El 28 de junio de 2009 ganó las elecciones legislativas presentándose como concejal (legislador municipal) por el Frente es Posible a pesar de haber recibido respuestas negativas de mandos nacionales para integrar de listas partidarias mayoritarias, tanto del Partido Justicialista (PJ) en donde fue elegido presidente a nivel municipal, como la de Unión PRO integrada por el peronismo disidente.[cita requerida]
De cara a las elecciones del 2011, Rico había anunciado que se presentaría como candidato a intendente de San Miguel por el Frente para la Victoria, pero luego lo hizo para el mismo cargo por el partido Unión Popular con Eduardo Duhalde a la cabeza como presidente y perdió tanto en las elecciones primarias como en las generales.
En 2016 participó junto a veteranos de Malvinas del desfile por el Bicentenario de la Independencia Argentina en Buenos Aires, recibiendo críticas al respecto.
En 2022 publicó un vídeo en el que llamó a las Fuerzas Armadas a «organizarse»; declaración que le valió una denuncia por parte de la Secretaría de Derechos Humanos por delito contra el orden constitucional. También fue repudiado por organizaciones de derechos humanos, la CGT, la CTA-A y el CECIM La Plata.

## En la cultura popular
En 2001, Aldo Rico fue personificado por Martín Campilongo (Campi) en la casa de Gran Cuñado, certamen de Videomatch, del que fue el ganador.